# Emil Boleslav Lukáč
Emil Boleslav Lukáč (ur. 1 listopada 1900 w Hodrušy, zm. 14 września 1979 w Bratysławie) – słowacki poeta, tłumacz, duchowny ewangelicki i polityk.

## Życiorys
w 1918 ukończył ewangelickie liceum w Bańskiej Szczawnicy, 1918–1922 studiował na Wydziale Teologicznym i Filozoficznym Uniwersytetu Komeńskiego w Bratysławie, a 1922–1924 na Wydziale Teologii Protestanckiej i Filozofii Sorbony, w 1934 uzyskał doktorat z filozofii. W latach 1933–1939 był sekretarzem Zrzeszenia Pisarzy Słowackich, redagował wiele czasopism, m.in. „Národné noviny” (1920) i „Nový rod” (1924–1934). Tworzył poezję neosymbolistyczną. W 1922 wydał zbiór „Spoved'”, a w 1926 „Hymny k sláve Hosudarovej”. W 1936 zorganizował kongres słowackich pisarzy w Trenczyńskich Cieplicach. Tłumaczył literaturę węgierską, francuską, rosyjską i angielską. W latach 1926–1933 wykładał w Akademii Muzycznej i Dramatycznej w Bratysławie, 1933–1947 nauczał w gimnazjum reformowanym, 1936–1939 był deputowanym do Zgromadzenia Narodowego Czechosłowacji w Pradze. W przededniu i w czasie II wojny światowej tworzył poezję o akcentach katastroficznych, m.in. Moloch (1938) i Bábel (1944). W 1940 założył pismo „Tvorba”, które redagował do 1944. Po wojnie, 1946–1950 kierował rubryką kulturalną czasopisma społecznego „Týždeň”, jednocześnie 1948–1950 ponownie redagował pismo „Tvorba”, później pracował w muzeum literackim i jako korektor w drukarni.